# Habenaria klossii
Habenaria klossii är en orkidéart som beskrevs av Henry Nicholas Ridley. Habenaria klossii ingår i släktet Habenaria och familjen orkidéer. Inga underarter finns listade i Catalogue of Life.